# Henrik Brustad
Henrik Brustad (Ytterøy, 23 de maio de 1844 — 5 de janeiro de 1899) foi uma pessoa norueguesa. Ele chegou em sua época a ser o maior e mais forte homem, pelos seus seus 2,26 metro e capacidade de elevação de pelo menos 500 quilos. Ele usou seus "poderes" para os shows e circo, quando ninguém queria contratá-lo como um trabalhador regular. Brustad era um homem brilhante, fácil de associar-se, agia corretamente, mesmo nas melhores empresas, que também era em sua maioria de bom humor e tinha um forte senso do humor.